# Епархия Риоачи

Герб епархии Риоачи

Епархия Риоачи (лат. Dioecesis Riviascianensis) — епархия Римско-Католической церкви с центром в городе Риоача, Колумбия. Епархия Риоача входит в митрополию Барранкильи. Кафедральным собором епархии Риоачи является церковь Пресвятой Девы Марии.

## История
4 декабря 1952 года Римский папа Пий XII выпустил буллу «Gravi illa beati», которой учредил апостольский викариат Риоачи после упразднения апостольского викариата Гуахиры, территория которого была передана апостольскому викариату Риоачи и апостольскому викариату Вальедупара (сегодня — Епархия Вальедупара).
16 июля 1988 года Римский папа Иоанн Павел II выпустил буллу «Quoniam ut piane», которой преобразовал апостольский викариат Риоачи в епархию. В этот же день епархия Риоачи вошла в митрополию Барранкильи.

## Ординарии епархии
- епископ Eusebio Septimio Mari O.F.M.Cap.[1] (21.02.1954 — 21.12.1965);
- епископ Livio Reginaldo Fischione O.F.M.Cap. (29.09.1966 — 16.07.1988);
- епископ Jairo Jaramillo Monsalve (16.07.1988 — 10.06.1995) — назначен епископом Санта-Роса-де-Ососа;
- епископ Gilberto Jiménez Narváez (16.07.1996 — 8.03.2001);
- епископ Armando Larios Jiménez (8.03.2001 — 5.06.2004);
- епископ Héctor Ignacio Salah Zuleta (13.05.2005 — по настоящее время).

## Источник
- Annuario Pontificio, Libreria Editrice Vaticana, Città del Vaticano, 2003, ISBN 88-209-7422-3
- Булла Gravi illa beati, AAS 45 (1953), стр. 262  (лат.)
- Булла Quoniam ut piane  (лат.)